# サムワン・トゥ・ウォッチ・オーバー・ミー
「サムワン・トゥ・ウォッチ・オーバー・ミー」(Someone to Watch Over Me) は、ジョージ・ガーシュウィンが作曲し、アイラ・ガーシュウィンが作詞した、1926年の楽曲。同年のミュージカル『オー・ケイ (Oh, Kay!)』の中で、歌手ガートルード・ローレンスが歌うために書かれた作品である。この曲は、当初はアップテンポのスウィング曲であったが、あるときガーシュウィンが、試みにバラードとして演奏いたところ、これがはまり、以降はこの形で演奏されるようになった。
日本語では、「誰かが私を見つめている」、「誰かが私を見つめてる」や「やさしい伴侶を」、「やさしき伴侶を」という曲名で言及されることもある。

## 主なカバー
- フランク・シナトラは、1946年に録音、最初のアルバム『The Voice Of Frank Sinatra』に収録し、その後も、1954年の映画『Young At Heart』の中でもこの曲を歌った。

その後も何百組ものアーティストのカバーがある。
- エラ・フィッツジェラルド（1951年）
- チェット・ベイカー（1955年）
- ダコタ・ステイトン（1960年）
- バーブラ・ストライサンド（1965年）
- レイ・チャールズ（1969年）
- ウィリー・ネルソン（1978年）
- リンダ・ロンシュタット（1983年）
- リッキー・リー・ジョーンズ（2000年）
- スーザン・ボイル

などのバージョン
- オスカー・ピーターソン（演奏）
- キース・ジャレット（演奏）

### 日本語による歌唱
- 岩崎宏美は、カバー曲を集めた1983年のアルバム『Disney Girl』に、有馬三恵子の日本語詞による「Someone To Watch Over Me（その人は誰）」として収録[8]、1995年のアルバム『MY GRATITUDE〜感謝』でも改めて英詞でカバーしている。

- 沢田研二は、カバー曲を集めた1991年のアルバム『A SAINT IN THE NIGHT』の冒頭に、覚和歌子が独自に歌詞を付けた「誰かが僕をみつめてる」として、収録[9]。

- 『クレイジー・フォー・ユー』、1992年のミュージカルでも取り上げられ、劇団四季が1993年に日本版を制作した際は、和田誠による日本語の訳詞[10]。

## 映像作品における使用
- 恋愛、犯罪、スリラーの要素が盛り込まれた1987年の映画『誰かに見られてる (Someone to Watch Over Me)』の原題は、この曲から採られており、スティングの歌うバージョンが、作中の随所で流される。

- 1999年4月28日に、米国で、放送された『スタートレック:ヴォイジャー』の「Season 5　第116話　誰かが君に恋してる (Someone to Watch Over Me)」では、エピソードを通してこの曲が流れる。

- 2014年3月8日に放送された『マイリトルポニー〜トモダチは魔法〜』のシーズン4、第17話は、「Somepony to Watch Over Me」と題されていた。

## 関連文献
- Furia, Philip (1996). Ira Gershwin: The Art of the Lyricist (First ed.). New York: Oxford University Press. ISBN 0-19-508299-0
- Rosenberg, Deena Ruth (1991). Fascinating Rhythm: The Collaboration of George and Ira Gershwin. University of Michigan Press. ISBN 978-0-472-08469-2